# Matteo Boiardo (XIV secolo)

Stemma dei Boiardo

Matteo Boiardo (... – 1401 circa) è stato un nobile italiano.

## Biografia
Era figlio di Feltrino (?-1385 ca.) e di una donna della dinastia dei Manfredi.
Nel testamento dello zio Selvatico del 20 febbraio 1393 venne chiamato con i fratelli Niccolò e Guido come coerede di Rubiera.

## Discendenza
Sposò Bernardina Lambertini, figlia di Egano Lambertini di Bologna, ed ebbero due figli:
- Feltrino (?-1456), letterato
- Carlo (?-1439 ca), vescovo di Modena